# Instinct de supraviețuire (Star Trek: Voyager)
„Instinct de supraviețuire” (titlu original: „Survival Instinct”) este al 2-lea episod din al șaselea sezon al serialului TV american științifico-fantastic Star Trek: Voyager și al 122-lea în total. A avut premiera la 29 septembrie 1999 pe canalul UPN.

## Prezentare
Trei indivizi Borg (interpretați de Vaughn Armstrong, Bertila Damas și Tim Kelleher)  din trecutul lui Seven își fac apariția și cer să fie separați complet de Colectiv.

## Actori ocazionali
- Scarlett Pomers - Naomi Wildman
- Vaughn Armstrong - Lansor (a.k.a. Two of Nine)[5]
- Bertila Damas - Marika Wilkarah (a.k.a. Three of Nine)[5]
- Tim Kelleher - P'Chan (a.k.a. Four of Nine)[5]
- Jonathan Breck - Dying Borg